# 高松市立鶴尾小学校
高松市立鶴尾小学校（たかまつしりつ つるおしょうがっこう）は、香川県高松市松並町にある市立小学校。

## 概要
高松市の中部、鶴尾地区に位置する唯一の小学校である。

## 学校データ
- 児童数：178人（2013年度[1]）
- 児童愛称：鶴尾っ子

学校施設（2013年5月1日時点）
- 普通教室：19教室
- 特別教室：13教室
- 校舎面積：5437m2
- 体育館面積：886m2

服装規定
- 制服：あり（通年必用）
- 防寒着：なし

## 歴史

### 年表
- 1906年（明治39年）9月1日 - 勅使尋常小学校、鷺田尋常小学校、馬場尋常小学校を統合し、鷺田尋常小学校開校。校舎を現在位置に建設。
- 1919年（大正8年）4月 - くすの木を植樹。
- 1940年（昭和15年）2月11日 - 鷺田村の高松市合併に伴い高松市立鶴尾尋常小学校に改称。
- 1940年（昭和15年）4月1日 - 高等科設置に伴い高松市立鶴尾尋常高等小学校に改称。
- 1941年（昭和16年）4月1日 - 高松市立鶴尾国民学校に改称。
- 1942年（昭和17年）9月1日 - 校区修正。三条町は太田校区へ、室町と室新町は栗林校区へそれぞれ編入。
- 1947年（昭和22年）4月1日 - 高松市立鶴尾小学校に改称。
- 1956年（昭和31年）6月3日 - プール設置（25m）。

### 全校児童数の推移
鶴尾小学校の児童数は年々減少しており、特に2000年代は半減し、1学年あたりの学級数が3から一気に1になるなど、急激な減少が顕著である。
- 1999年度：421人
- 2000年度：401人（-20人）
- 2001年度：374人（-27人）
- 2002年度：356人（-18人）
- 2003年度：337人（-19人）
- 2004年度：333人（-4人）
- 2005年度：326人（-7人）
- 2006年度：300人（-26人）
- 2007年度：272人（-28人）
- 2008年度：230人（-42人）
- 2009年度：221人（-9人）
- 2010年度：194人（-27人）
- 2011年度：185人（-9人）
- 2012年度：171人（-14人）
- 2013年度：178人（+7人）

## 教育目標
児童像
- 言える子
- 助けあう子
- 感じる子
- やりぬく子

## 通学区域
通学区域は高松市鶴尾地区のほぼ全域。鶴尾地区のうち残る室町、室新町はかつて当小学校の校区であったが1942年に分離されている。また同時に分離された三条町も旧鷺田村域であり、本来であれば鶴尾地区にあたるが、1956年に高松市の出先機関である出張所が設置された際に太田出張所の管内とされたため、以後三条町は太田地区の一部となった。
- 高松市
  - 東ハゼ町
  - 西ハゼ町
  - 紙町
  - 上天神町
  - 松並町
  - 西春日町
  - 田村町
  - 勅使町（14番地を除く）

## 進学先中学校
以下の中学校からの選択制。
- 高松市立桜町中学校
- 高松市立太田中学校
- 高松市立一宮中学校
- 高松市立香東中学校

## 校区内の主な施設
- 国道11号高松南バイパス
- 国道32号円座バイパス
- 上天神町交差点、峰山口交差点
- 高松市役所鶴尾出張所
- 高松南郵便局
- 香川高等専門学校（高松キャンパス）
- 香川県立香川中部支援学校
- 香川県立高松支援学校
- 県営住宅西春日団地
- 鶴尾神社
- ゆめタウン高松（太田校区との境界部分）
- ウインズ高松

## 交通
- ことでん琴平線三条駅より徒歩43分（2.3km）
- ことでんバス由佐・池西線、御厩・県立総合プール線 鶴尾バス停より徒歩0分（小学校正門前）